# Орлов, Николай (танцовщик)
Николай Орлов или Николя Орлофф (Nicholas Orloff; 1914, Петроград или 1915, Москва, Российская империя — 14 августа 2001, Рокленд, Толстовский фонд, США) — балетный танцовщик, балетмейстер
, балетный педагог
.

## Детство
Информация, сохранившаяся о танцовщике Николае Орлове, противоречива: одни источники утверждают, что он родился в Москве 5 октября 1914 года, другие называют датой рождения 1915 год, а местом — Санкт-Петербург, в семье офицера, погибшего в Первой мировой войне, поэтому своего отца ребёнок не знал.
В конце 1917 года свершился революционный переворот. В три с половиной года Николай Орлов стал эмигрантом, уехав из революционной России с мамой и бабушкой. Поначалу уехали в Одессу, оттуда — в Стамбул.
Вместе с матерью он жил в Константинополе 4 года. Когда мальчику было около 8 лет, их с мамой перевезли в лагерь для беженцев в Марселе во Франции. Тогда перед мамой встал вопрос, где жить дальше: в США или во Франции. Америка в то время ещё представляла собой Дикий Запад, про который русская интеллигенция только читала в книжках и видела в кино, поэтому выбор был сделан в пользу Франции. Уехали в Париж, где основалась большая диаспора русских иммигрантов. Маленький Николай Орлов был зачислен в частную католическую школу для мальчиков; там он пристрастился к музыке — при школе был хор, в который он записался, хотя его голос и не был достаточно хорош для вокала. Затем, сменив несколько школ, во время каникул он начал обучаться в знаменитой балетной школе Ольги Преображенской «Studio Wacker». Он был принят туда, хотя очень отстал от уже давно занимавшихся соучеников. Чтобы нагнать класс, ему пришлось много трудиться — помогал новый друг, один из учеников балетного класса, Владимир Докудовский.
Помимо занятий у Ольги Преображенской, Орлов брал уроки у Виктора Гзовского.

## Начало балетной карьеры
Серьёзные занятия оправдали себя. Николай Орлов оказался способным характерным танцором. Вскоре на него обратил внимание импресарио из Берлина и пригласил в Германию.
Так началась балетная карьера.
Затем последовало приглашение в Амстердам.

## «Русский балет Монте-Карло»
Вернувшись в Париж в 1938 году, молодой артист начал поиски работы. На него обратил внимание известный танцовщик и балетмейстер, тоже русский иммигрант Леонид Мясин, за несколько лет до того основавший совместно с полковником де Базилем (Василий Григорьевич Воскресенский) труппу «Русский балет Монте-Карло» (Ballet Russe de Monte Carlo) — и в результате летом 1939 года Орлов стал артистом этой труппы.
По бизнес-причинам Полковник Базиль через некоторое время дал своей труппе другое название — Original Ballet Russe, но по сути это оставалась всё та же труппа. Своего помещения не было, зато с неизменным успехом давали спектакли как гастролёры в различных европейских театрах.
Начало Второй мировой войны изменило траекторию гастролей. По Европе наступали германские войска. Уже под новым названием Original Ballet Russe труппа прибыла на гастроли в Австралию, где задержалась — решили отсидеться подальше от воюющей Европы. За это время Дэвид Лишин поставил там свой замечательный балет «Выпускной бал», где Николай Орлов стал первым исполнителем роли кадета-барабанщика.
Труппа выступала в Латинской Америке, опять возвращалась в Австралию, но без утончённых европейских зрителей материальное положение падало. В итоге различных турне оказались в США. Там, в США Николай Орлов и остался проживать.

## Переезд в США
Среди крупных ролей Орлова того периода — Меркуцио в одноактном балете Энтони Тюдора «Ромео и Джульета».
Николай Орлов сотрудничал со многими балетными компаниями. В 1943 году он был приглашён солистом в Метрополитен-опера. В сезон 1947/1948 года опять вернулся в труппу Орижиналь балле рюс. Затем работал в Американском балетном театре (American Ballet Theatre) и в Балете маркиза де Куэваса.
Снимался в кино. Но работа в кинематографе дня него ограничивалась только балетными и мимическими ролями — по-английски он говорил плохо, с огромным акцентом. Помогал Баланчин, договариваясь по своим связям о работе для Николая Орлова.
Но на Америку наступал экономический кризис. Людям было не до театров, не до балетов. Наступали тяжёлые времена, с работой становилось всё труднее. На какое-то время Николай Орлов вновь вернулся в Балле рюс де Монте-Карло под руководством Сержа Денхэма (Serge Denham), который заменил Рене Блюма, убитого при фашистском режиме.
Николай Орлов давно чувствовал себя американцем, хотя гражданство получил только через семь лет проживания и ничего в Америке не имел.
Годы экономического кризиса постепенно миновали, налаживался быт. В течение некоторого времени Николай Орлов выступал в театре на Бродвее, участвовал в постановке мюзикла «Pipe Dream». Занимался педагогической работой. В 70-е годы работал балетмейстером в Денверском балете.
Семья у него не сложилась: брак с балериной Ниной Поповой завершился разводом, в Нью-Йорке оставался сын Алекс (Alex Orloff).
Последние годы Николай Орлов проживал при Толстовском фонде (благотворительный фонд неподалёку от Нью-Йорка, созданный Александрой Львовной Толстой и ставший последним пристанищем для многих нищих русских стариков-эмигрантов). Там у него случился удар, там он скончался 14 августа 2001 года. Ему было 86 лет.

## Среди балетных партий
- 1940 — «Выпускной бал», балетмейстер Дэвид Лишин — Барабанщик
- 1943 — «Ромео и Джульета», балетмейстер Энтони Тюдор — Меркуцио
- 1949 — «Петрушка», балетмейстер М. Фокин — Петрушка
- 1949 — «Жизель»

## Фильмография
- 1950 — французский фильм «Dream Ballerina» («Балерина моей мечты»)
- 1954 — музыкальная комедия «Pipe Dream» («Несбыточная мечта»)
- 1954 — «On Your Toes» («На пальчиках ног»)